# Vilaplana
Vilaplana è un comune spagnolo di 559 abitanti situato nella comunità autonoma della Catalogna.